# 小行星3547
小行星3547（英語：3547 Serov）謝羅夫星是一颗围绕太阳公转的小行星。1978年10月2日，柳德米拉·瓦斯列娜·朱然勒娃在克里米亚发现了此天体。这颗小行星的绝对星等为13.6等。
謝羅夫星是以俄羅斯著名肖像畫家瓦倫丁·阿歷克塞諾維奇·謝羅夫（Valentin Alexandrovich Serov）命名